# 麥氏裸胸鱔
麥氏裸胸鱔，又稱麥氏裸胸鯙，為輻鰭魚綱鰻鱺目鯙亞目鯙科的其中一種，分布於澳洲海域，棲息深度7-84公尺，體長可達31.6公分，為底棲性魚類，屬肉食性，生活習性不明。

## 擴展閱讀
維基物種上的相關：麥氏裸胸鱔